# Edifici Reyes de Anta-Barrio
L'edifici Reyes de Anta-Barrio és un edifici localitzat a la confluència de les avingudes de Maisonnave i de Salamanca de la ciutat d'Alacant, l'Alacantí, País Valencià. Va ser construït el 1929 segons el projecte de l'arquitecte Cayetano Borso di Carminati.
La composició de la façana està realçada amb un mirador central de grans dimensions i decoració art-déco, geomètrica i estilitzada. Va ser el primer edifici d'Alacant a comptar amb un soterrani accessible per als vehicles.